# Prosimulium impostor
Prosimulium impostor är en tvåvingeart som beskrevs av Peterson 1970. Prosimulium impostor ingår i släktet Prosimulium och familjen knott. Inga underarter finns listade i Catalogue of Life.